# Szentantalfa
Szentantalfa község Veszprém vármegyében, a Balatonfüredi járásban. A település eredetileg Szent István magyar király korától az 1950-es megyerendezésig Zala vármegyéhez tartozott.

## Fekvése

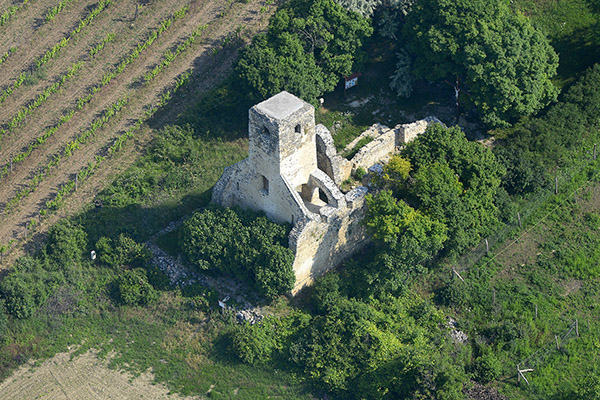
Szentantalfa, Szent Balázs templomrom

A település a Csicsói-medencében, más néven Nivegy-völgyben található, ez utóbbi elnevezés Szentantalfa középkori nevéből ered. A völgy szerkezetileg a Balaton-felvidék Balatonfüred és Badacsony közti szakaszára jellemző, a tóparti hegysor mögött kialakult márgás kőzetű medencék egyikének tekinthető.
Főutcája a Zánkát Nagyvázsonnyal összekötő 7312-es út, amelyből itt a falu házaitól északra ágazik ki a Balatoncsicsó és Szentjakabfa felé vezető 73 117-es számú mellékút.

## Története
Első alkalommal a falu neve egy 1276-ban kiadott oklevélben szerepel. A török hódoltság idején a háborúskodások következtében elnéptelenedik.

## Közélete

### Polgármesterei
- 1990–1994: Vidosa László (FKgP)[4]
- 1994–1998: Vidosa Elek (független)[5]
- 1998–2002: Kovács Gábor (független)[6]
- 2002–2006: Kovács Gábor (független)[7]
- 2006–2010: Kovács Gábor (független)[8]
- 2010–2014: Kiss Csaba (független)[9]
- 2014–2019: Kiss Csaba (független)[10]
- 2019–2024: Kiss Csaba (független)[11]
- 2024– : Kiss Csaba (független)[1]

## Népesség
A település népességének változása:
| Lakosok száma | 433  | 435  | 432  | 507  | 505  | 519  | 512  |
|               | 2013 | 2014 | 2015 | 2021 | 2022 | 2023 | 2024 |

A 2011-es népszámlálás során a lakosok 88,5%-a magyarnak, 8,1% németnek, 1,2% románnak, 0,2% szlováknak mondta magát (11,5% nem nyilatkozott; a kettős identitások miatt a végösszeg nagyobb lehet 100%-nál).
A vallási megoszlás a következő volt: nazarénus 33,5%, római katolikus 20,8%, református 12,2%, evangélikus 8,3%, görögkatolikus 0,2%, felekezeten kívüli 4,9%, nem nyilatkozott 20%.
2022-ben a lakosság 93,7%-a vallotta magát magyarnak, 4,6% németnek, 0,6% szlováknak, 0,4% románnak, 0,2% szlovénnek, 0,2% horvátnak, 0,6% egyéb, nem hazai nemzetiségűnek (6,1% nem nyilatkozott; a kettős identitások miatt a végösszeg nagyobb lehet 100%-nál). Vallásuk szerint 42% volt egyéb keresztény (főleg nazarénus), 14,3% volt római katolikus, 7,1% evangélikus, 5,7% református, 0,4% görög katolikus, 0,2% ortodox, 6,3% felekezeten kívüli (24% nem válaszolt).

## Neves szentantalfaiak
Itt született Sebestyén Gyula folklorista, irodalomtörténész, rovásíráskutató.

## Testvérvárosa
- Ramsen, Németország

## Régi mondások, falucsúfolók a településről
- Antófán a Krisztus ledobta a Jézust. [utalás arra, hogy a katolikus templomról a szél levitte a bádogozást][14]